# Уголние Копи
У́голние Ко́пи (на руски: Угольные Копи; букв. Въглищни мини) е селище от градски тип в Чукотски автономен окръг, Русия. Разположено е на река Анадир, източно от областния център Анадир, който се намира на отсрещния бряг на реката. Към 2016 г. има население от 3736 души.

## История
Селището е основано в края на 1920-те години във връзка с разработването на находище на въглища. През 1968 г. получава статут на селище от градски тип.

## Население
| 1970 | 1979 | 1989   | 2002 | 2009 | 2010 | 2012 |
| ---- | ---- | ------ | ---- | ---- | ---- | ---- |
| 5940 | 9929 | 12 357 | 3863 | 3395 | 3368 | 3487 |
| 2013 | 2014 | 2015   | 2016 |      |      |      |
| 3574 | 3586 | 3666   | 3736 |      |      |      |

## Икономика
Основният отрасъл е въгледобивът. В близост до селището е разположено голямо международно летище, както и военни поделения.